# Площадь Алексея Росовского
Площадь Алексея Росовского — площадь в Промышленном районе города Самара, находится в пешеходной зоне улицы Стара-Загора около кинотеатра «Шипка» напротив домов № 64, 66, 68.

## Этимология годонима
До 2010 года площадь не имела названия. 6 октября 2010 года постановлением администрации города с целью увековечивания памяти Почётного гражданина Самары Алексея Андреевича Росовского была названа в его честь.

## История
Со времён строительства улицы Стара-Загора в её современных очертаниях широкие озеленённые пешеходные зоны были излюбленным местом отдыха жителей близлежащих микрорайонов. Наиболее широкое место пешеходной зоны находилось около кинотеатра «Шипка» напротив домов №№ 64, 66, 68. Посредине этой площадки общей площадью около 0,014 км2 расположилась огромная клумба, ежегодно украшаемая различными цветочными композициями.
В 2010 году Администрацией города было принято решение об установке на данной площади, на тот момент не имеющей названия, памятной стелы и присвоении площади наименования «Площадь Алексея Росовского». На площади установлен памятный знак, выполненный В. В. Корабельниковым.